# Sigulda-Schanzen
Die Sigulda-Schanzen  in Sigulda (Lettland) bestehen aus mehreren Skisprungschanzen.
Zur Anlage, die sich am westlichen Stadtrand des Hauptortes Sigulda etwa einen Kilometer Luftlinie vom Bahnhof befindet, gehören drei kleinere Schanzen der Kategorien K 5, K 10 und K 18 (Tramplīns-Schanze).
Die Valmiera-Schanze (K 50) befindet sich neben der Weltcup-Bobbahn in Sigulda und wird nur mehr selten verwendet.
Im Sommer 2007 wurden Pläne zum Bau eines neuen Skisprungzentrums vorgestellt. 2009 wurden eine K 5, K 10 und K 18-Schanze eröffnet. Größere Schanzen (u. a. K 70) sollen noch folgen.

## Weblink
- Sigulda-Schanzen auf Skisprungschanzen.com